# Freeciv
Freeciv è un videogioco strategico a turni con visuale isometrica,che fa parte del genere 4X (explore, expand, exploit, exterminate). È stato sviluppato a partire dal 1996 come progetto amatoriale ed è diventato una delle alternative gratuite più longeve alla serie Civilization di Sid Meier. Il gioco permette al giocatore di guidare una civiltà dalla preistoria fino all’era spaziale, tramite la fondazione di città, la ricerca scientifica, la diplomazia e la guerra. Oltre a essere gratuito e multiplatforma, Freeciv è personalizzabile, supporta centinaia di giocatori in modalità multigiocatore ed è aggiornato da una comunità internazionale di sviluppatori e appassionati.  

## Svuiluppo
Lo sviluppo di Freeciv è iniziato nel 1996 grazie a tre studenti che volevano rifare un gioco simile a Civilization ma libero e con funzioni di rete. Le prime versioni erano vicine a Civilization I, mentre nel tempo le regole si sono avvicinate a quelle di Civilization II, con varie modifiche permigliorare la giocabilità. Nel 2004 venne introdotta la modalità longturn, dove ogni turno dura un giorno e le partite possono coinvlgere decine di partecipanti. Il progetto ha poi incluso elementi di Civilization III e sperimentato diversi motori grafci e regole alternative. La natura open source del gioco ha reso possibile il contributo di programmatori e giocatori da tutto il mondo, mantenendo vivo lo sviluppo per quasi tre decenni. Il gioco è stato uno dei primi grandi progetti videoludici liberi su Unix e si è distinto per la struttura client-server, che consente grande  flessibilità. Ancora nel 2025, dopo quasi trent’anni, Freeciv continua ad avere una comunità attiva che aggiorna il software con nuove versioni e bugfix.  

## Modalità di gioco
In Freeciv il giocatore inizia nel 4000 a.C. con una piccola tribù formata da coloni ed esploratori, e deve fondare città, creare infrastruture, addestrare unità militari e scoprire nuove tecnologie. Ogni turno viene giocato in parallelo tra tutti i partecipanti, che devono pianificare le mosse. L’obiettivo è portare la civiltà dall’età della pietra fino allo spazio, vincendo tramite supremazia militare, conquista scientifica o predominio economico e culturale. Le regole si basano soprattutto su Civilization II: le città producono risorse, popolazione e possono costruire edifici o meraviglie; bisogna gestire tasse, ricerca e intrattenimento per soddisfare i cittadini. Le unità hanno punti movimento, attacco e difesa, e possono fare azioni come esplorare, terraformare o combattere. Diversi tipi di forma di governo, come democrazia, comunismo o monarchia, influiscono sulla produttività e sulla stabilità. Il gioco offre anche un sistema diplomatico: i diplomatici possono creare alleanze, scambiare mappe, condividere conoscenze o fare spionaggio come sabotaggi e corruzioni. Inoltre sono disponibili numerosi scenari e mod per ampliare l’esperienza.
Una caratteristica importante di Freeciv è il multigiocatore. Dalle prime versioni si poteva giocare in rete, cosa che lo distingueva da Civilization. Oggi si può giocare via LAN, Internet o con la versione Freeciv-web su browser. Le partite multigiocatore possono includere sia giocatori umani che IA. In alcune configurazioni si possono avere fino a 550 giocatori in una sola partita, mentre la modalità longturn arriva a 300 partecipanti con turni giornalieri. Con notifiche email e traduzioni in più di trenta lingue, Freeciv ha riunito comunità di giocatori che continuano partite per setimane o mesi.

## Aspetti tecnici
Freeciv è basato su architettura client-server: il programma civserver gestisce la partita e le regole, mentre civclient permette ai giocatori di partecipare. Il server può essere configurato in molti parametri come dimensione della mappa, livello scientifico iniziale, numero di giocatori e tempo massimo per turno. Sul piano grafico, Freeciv ha avuto più stili: la griglia di Civilization I, la grafica isometrica di Civilization II, e regole su esagoni simili a Civilization III. Esistono client basati su GTK+ e versioni minime con Athena widgets. Con Freeciv-web è possibile giocare dal browser senza installazione. Questa versione mantiene modalità multigiocatore, scenari e tutorial, ed è ospitata su server internazionai.
Freeciv, essendo un gioco pubblicato come software libero, è completamente modificabile. È possibile modificarne le regole e il codice sorgente qualora si desideri alterare gli algoritmi o migliorare le intelligenze artificiali. Ne esistono infatti moltissime varianti, tra cui le principali sono Greatturn e Warclient.

## Accoglienza
La comunità internazionale contribuisce al codice sorgente, alla traduzione in più di trenta lingue e alla creazione di contenuti aggiuntivi come regole nuove, unità o pacchetti grafici. Le versioni vengono aggiornate regolarmente con bugfix e miglioramenti, spesso seguendo i suggerimenti degli utenti. L’interfaccia utente è considerata meno raffinata rispetto ai titoli commerciali, ma Freeciv è apprezzato per profondità, flessibilità e gratuità. È visto come un gioco complesso che richiede tempo, più un hobby che un passatempo veloce. Il supporto a più sistemi operativi e la compatibilità con schermi moderni lo rendono un’alternativa ancora valida ai vecchi giochi della serie.